# Amphoropycnium paracatuense
Amphoropycnium paracatuense är en svampart som beskrevs av Bat. & Peres 1963. Amphoropycnium paracatuense ingår i släktet Amphoropycnium, divisionen sporsäcksvampar och riket svampar.   Inga underarter finns listade i Catalogue of Life.